# Ursula Karven
Ursula Karven, född Ursula Ganzenmüller 17 september 1964 i Ulm, Tyskland, är en tysk skådespelare.

## Filmografi i urval
- 1982: Neonstadt
- 1984: Ein irres Feeling
- 1986–1992: Derrick (tv series, three episodes)
- 1987: Beule oder wie man einen Tresor knackt
- 1989–1990: Das Erbe der Guldenburgs
- 1990: Feuer, Eis & Dynamit
- 1990: Zwei Supertypen in Miami (en la epizodo Die Formel des Todes)
- 1996: Par i hjärter (Fernsehfilm)
- 1996: Tatort – Bei Auftritt Mord
- 1998: Rosamunde Pilcher (televidserio: en la epizodo Dornen im Tal der Blumen)
- 1998: Ich schenk dir meinen Mann
- 1999: Liebe ist stärker als der Tod
- 2000: Feindliche Schwestern – Wenn aus Liebe Hass wird
- 2000: Autsch, du Fröhliche
- 2001: Delta Team – Auftrag geheim! (tv series, epidisode Unsichtbare Gegner)
- 2001: Holiday Affair
- 2001: Balko (episode Für ein paar Dollar mehr)
- 2001: Der Club der grünen Witwen
- 2002: Vater braucht eine Frau
- 2002: Con Express
- 2002: Familie XXL
- 2003: Vergiss die Toten nicht
- 2003: Denninger – Der Mallorcakrimi (episode Doppeltes Spiel)
- 2004: Die Kommissarin (episode Schwarze Lieben, roter Tod)
- 2005: Ein Fall für zwei (episode Juwelen)
- 2005: Tote leben länger
- 2005–2008: Tatort (tv series, ses epizodoj)
- 2006: M.E.T.R.O. – Ein Team auf Leben und Tod
- 2008: Ein starkes Team (en la epizodo Freundinnen)
- 2008: Stille Post
- 2009: Vulkan
- 2010: Der letzte Patriarch
- 2011: Mein Herz in Malaysia
- 2012: Nicht mit mir, Liebling
- 2012: Mein Herz in Malaysia
- 2012: SOKO Stuttgart (en la epizodo Um Haaresbreite)
- 2013: Hattinger und die kalte Hand – Ein Chiemseekrimi
- 2013: Wer liebt, lässt los
- 2013: Eine unbeliebte Frau
- 2014: Katie Fforde – An deiner Seite
- 2014: Der Weg nach San Jose
- 2015: Katie Fforde – Das Weihnachtswunder von New York
- 2016: Katie Fforde – Warum hab ich ja gesagt?